# Pluskvamperfekt
Pluskvamperfekt (lat. plus quam perfectum = više nego perfekt) ili pretprošlo vrijeme (također prošlo prošlo vrijeme) glagola u hrvatskom jeziku tvori se od glagolskog pridjeva radnog (GPR) kojemu prethodi perfekt ili imperfekt pomoćnog glagola biti. Tvori se od svršenih, a rjeđe od nesvršenih glagola.
| Glagol | Perfekt + GPR | Imperfekt + GPR |
| ------ | --- | --- |
| biti   | 1. ja sam bio/bila bio/bila 2. ti si bio/bila bio/bila 3. on/ona/ono je bio/bila/bilo bio/bila/bilo 1. mi smo bili/bile bili/bile 2. vi ste bili/bile bili/bile 3. oni/one/ona su bili/bile/bila bili/bile/bila | 1. ja bijah bio/bila 2. ti bijaše bio/bila 3. on/ona/ono bijaše bio/bila/bilo 1. mi bijasmo bili/bile 2. vi bijaste bili/bile 3. oni/one/ona bijahu bili/bile/bila |
| htjeti | 1. ja sam bio htio 2. ti si bio htio 3. on je bio htio 1. mi smo bili htjeli 2. vi ste bili htjeli 3. oni su bili htjeli                                                                                        | 1. ja bijah htio 2. ti bijaše htio 3. on bijaše htio 1. mi bijasmo htjeli 2. vi bijaste htjeli 3. oni bijahu htjeli                                                |
| učiti  | 1. ja sam bio učio 2. ti si bio učio 3. on je bio učio 1. mi smo bili učili 2. vi ste bili učili 3. oni su bili učili                                                                                           | 1. ja bijah učio 2. ti bijaše učio 3. on bijaše učio 1. mi bijasmo učili 2. vi bijaste učili 3. oni bijahu učili                                                   |

## Uporaba
- Pluskvamperfekt se treba koristiti za opisivanje radnje koja se dogodila prije neke druge prošle radnje:

Kad su Franci naselili Galiju, Rimljani su već bili pokorili Gale.
ili
Kad su Franci naselili Galiju, Rimljani već bijahu pokorili Gale.
U ovom je primjeru franačko naseljavanje Galije prošla radnja, izražena perfektom (su naselili); galsko se podlijeganje rimskoj vlasti dogodilo prije dolaska Franaka, stoga koristimo pluskvamperfekt (bijahu pokorili ili bili su pokorili).
- Sukladno sličnim pojavama u drugim slavenskim jezicima, pluskvamperfekt se često nepravilno zamjenjuje perfektom u svakodnevnom govoru:

Kad su Franci naselili Galiju, Rimljani su već pokorili Gale.

## U staroslavenskom jeziku
U staroslavenskom se jeziku pluskvamperfekt mogao tvoriti i pomoću perfekta i pomoću imperfekta i pomoću aorista. S time da se glagolski pridjev radni u staroslavenskom jeziku zvao aktivni particip preterita drugi (APPD).
Za razliku od toga, u današnjem se hrvatskom jeziku pluskvamperfekt tvori prvenstveno pomoću perfekta, tvorba pomoću imperfekta se smatra arhaičnom, a tvorba pomoću aorista je postala kondicional I.
| Lice       | Imperfekt + APPD        |                        | Aorist + APPD                       |  | Perfekt + APPD                      |
| ---------- | ----------------------- | ---------------------- | ----------------------------------- |  | ----------------------------------- |
| 1. jednine | bêahъ nosilъ (-a, -o)   |                        | bêhъ nosilъ (-a, -o)                |  | bylъ (-a, -o) jesmъ nosilъ (-a, -o) |
| 2. jednine | bêaše nosilъ (-a, -o)   | bê nosilъ (-a, -o)     | bylъ (-a, -o) jesi nosilъ (-a, -o)  |  |                                     |
| 3. jednine | bêaše nosilъ (-a, -o)   | bê nosilъ (-a, -o)     | bylъ (-a, -o) jestъ nosilъ (-a, -o) |  |                                     |
|            |                         |                        |                                     |  |                                     |
| 1. dvojine | bêahovê nosila (-ê, -ê) | bêhovê nosila (-ê, -ê) | byla (-e, -e) jesvê nosila (-ê, -ê) |  |                                     |
| 2. dvojine | bêašeta nosila (-ê, -ê) | bêsta nosila (-ê, -ê)  | byla (-e, -e) jesta nosila (-ê, -ê) |  |                                     |
| 3. dvojine | bêašete nosila (-ê, -ê) | bêste nosila (-ê, -ê)  | byla (-e, -e) jeste nosila (-ê, -ê) |  |                                     |
|            |                         |                        |                                     |  |                                     |
| 1. množine | bêahomъ nosili (-y -a)  | bêhomъ nosili (-y -a)  | byli (-y, -a) jesmъ nosili (-y, -a) |  |                                     |
| 2. množine | bêašete nosili (-y -a)  | bêste nosili (-y -a)   | byli (-y, -a) jeste nosili (-y, -a) |  |                                     |
| 3. množine | bêahǫ nosili (-y -a)    | bêšę nosili (-y -a)    | byli (-y, -a) sǫtъ nosili (-y, -a)  |  |                                     |

| Lice       | Imperfekt + GPR |              | Aorist + GPR    |  | Perfekt + GPR |
| ---------- | --------------- | ------------ | --------------- |  | ------------- |
| 1. jednine | bijah nosio     |              | bih nosio       |  | sam bio nosio |
| 2. jednine | bijaše nosio    | bi nosio     | si bio nosio    |  |               |
| 3. jednine | bijaše nosio    | bi nosio     | je bio nosio    |  |               |
|            |                 |              |                 |  |               |
| 1. množine | bijahsmo nosili | bismo nosili | smo bili nosili |  |               |
| 2. množine | bijahste nosili | biste nosili | ste bili nosili |  |               |
| 3. množine | bijahu nosili   | biše nosili  | su bili nosili  |  |               |